# 江苏省溧阳中学
江苏省溧阳中学（Liyang Middle School of Jiangsu Province），简称“省溧中”，位于江苏省溧阳市溧城街道南环西路88号，是一所公办全日制普通高级中学、江苏省重点中学、国家级示范性普通高级中学，江苏省四星级普通高中、江苏省高品质示范高中建设培育学校、江苏省文明单位、江苏省园林式单位、江苏省德育先进学校、江苏省实施素质教育先进集体、江苏省科学普及科学教育特色学校、江苏省中学生社会实践活动先进学校、北京大学博雅人才共育基地等。
学校创建于1946年，1963 年，被列为江苏省18所示范中学之一，1980年，被定为首批江苏省重点中学，2000年，被命名为“国家级示范性普通高中”，2003年，该校转评为首批“江苏省四星级普通高中”。2019年，入选江苏省高品质示范高中建设培育学校。
截至2019年8月，学校占地273亩，建筑面积达93000多平米；有56个班级，2771名学生；教职工350人。

## 历史沿革
- 1946年省立旅川临时中学、江苏临时中学合并迁至溧阳县东门外歌岐村，定名江苏省溧阳中学。
- 1949年改称苏南溧阳中学。
- 1953年秋复称江苏省溧阳中学。
- 1954年初三年级及高中部迁至溧阳县南门公路旁（今为溧阳市实验初级中学校址）。
- 1969年2月溧城镇初级中学并入，改称溧阳县中学。
- 1980年复称江苏省溧阳中学，并被列为江苏省重点中学。[2]
- 2000年4月被教育部确认为国家级示范性普通高中。
- 2003年被确定为江苏省四星级高中普通高中。
- 2004年秋，江苏省溧阳中学实施公办民营办学体制改革试点，并整体迁入城西南环西路新校区。[3]

## 知名校友
- 王云坤
- 翟中和
- 沈学础
- 程顺和
- 吴柯
- 彭昆仑[4]